# Julius Schaefer
Julius Schaefer was een Amerikaans wielrenner. Hij nam deel aan de derde Olympische Spelen in St. Louis, Missouri in 1904.

## Belangrijkste resultaten
OS 1904
4e op de 5 mijl
DNF op de 25 mijl